# Mozambique International 1987
Die Mozambique International 1987 im Badminton fand vom 25. bis zum 26. September 1987 in Maputo statt.

## Medaillengewinner
| Disziplin    | Gold                          | Silber                       | Bronze                          |
| ------------ | ----------------------------- | ---------------------------- | ------------------------------- |
| Herreneinzel | Luis Antonio Timm             | Sozinho Guerra               | Kalle Kaljurand                 |
| Herreneinzel | Luis Antonio Timm             | Sozinho Guerra               | Orlando Noronha                 |
| Dameneinzel  | Mare Reinberg                 | Anneli Lambing               | Irene Stuart                    |
| Dameneinzel  | Mare Reinberg                 | Anneli Lambing               | Indira Bhikha                   |
| Herrendoppel | Kalle Kaljurand Andres Ojamaa | Orlando Noronha Paulo Oscar  | Sozinho Guerra Arnaldo Bongo    |
| Herrendoppel | Kalle Kaljurand Andres Ojamaa | Orlando Noronha Paulo Oscar  | Antonio Chiro Luis Antonio Timm |
| Damendoppel  | Mare Reinberg Anneli Lambing  | Indira Bhikha Irene Stuart   | Sonia Cruz Alcina               |
| Damendoppel  | Mare Reinberg Anneli Lambing  | Indira Bhikha Irene Stuart   | Ilda Suzana Maria Cruz          |
| Mixed        | Kalle Kaljurand Mare Reinberg | Andres Ojamaa Anneli Lambing | Arnaldo Bongo Indira Bhikha     |
| Mixed        | Kalle Kaljurand Mare Reinberg | Andres Ojamaa Anneli Lambing | Luis Antonio Timm Irene Stuart  |

## Finalergebnisse
| Disziplin    | Sieger                        | Finalist                     | Ergebnis           |
| ------------ | ----------------------------- | ---------------------------- | ------------------ |
| Herreneinzel | Luis Antonio Timm             | Sozinho Guerra               | 15–17, 18–16, 15–4 |
| Dameneinzel  | Mare Reinberg                 | Anneli Lambing               | 11–7, 11–10        |
| Herrendoppel | Kalle Kaljurand Andres Ojamaa | Orlando Noronha Paulo Oscar  | 15–13, 15–13       |
| Damendoppel  | Mare Reinberg Anneli Lambing  | Indira Bhikha Irene Stuart   | 15–11, 15–5        |
| Mixed        | Kalle Kaljurand Mare Reinberg | Andres Ojamaa Anneli Lambing | 8–15, 17–15, 15–7  |